# Sonfon-See
Der Sonfon-See (englisch Lake Sonfon) ist ein See im Distrikt Koinadugu in Sierra Leone, Westafrika. Er liegt in den Hügeln des Sula-Gebirges auf einer Höhe von 549 m, rund 60 Kilometer südlich der Stadt Kabala. Der See ist ein Naturschutzgebiet.

## Beschreibung
Der See hat eine maximale Tiefe von sechs Metern und ist mit einer Fläche von 2,6 Quadratkilometer einer der größten Seen des Landes. Er wird von sieben kleinen Zuflüssen gespeist. Die jährliche Niederschlagsmenge in der Region liegt zwischen 2286 mm und 2540 mm. Während der Regenzeit steigt der Wasserstand im See deutlich an und überschwemmt ein viel größeres Gebiet.
Der Abfluss erfolgt über den am südlichen Ende gelegenen Pampana, der über den Sherbro in den Atlantischen Ozean mündet. In der Trockenzeit ist der See vollständig mit Vegetation bedeckt. Das hügelige Umfeld besteht aus Grünland und Wäldern. Rund 115 Vogelarten wurden auf dem Seegebiet und umliegender Vegetation während der IBA-Erfassung im Jahr 1994 aufgenommen, unter anderen auch der seltene Schillerglanzstar (Coccycolius iris, engl. Emerald Starling = „Smaragdstar“). Reiher und Silberreiher sind im Seegebiet weit verbreitet.

## Goldabbau
Im Seegebiet sind seit 1926 Gold-Lagerstätten bekannt. Es sollen zeitweise bis zu 15.000 Bergleute rund um den See und den Zuflussgebieten tätig gewesen sein. 1994 wurde der Goldgehalt des alluvialen Materials in sechs Zuflussgebieten noch mit 14,27 Gramm pro Tonne Erdabbau genannt. Die Naturschutzbehörden machten diesen Abbau für die Niveauabsenkung des Wasserspiegels verantwortlich. 